# Artsvasjen
Artsvasjen (Armeens: Արծվաշեն, Azerbeidzjaans: Başkənd) is een plaats in Armenië, in de provincie Gecharkoenik. De plaats wordt volledig omringd door Azerbeidzjaans grondgebied en is daardoor een enclave. Het is tevens een exclave van de provincie Gecharkoenik.

## Geschiedenis
De plaats werd in 1845 gesticht. Tot ongeveer 1980 was de plaats onder de Azerbeidzjaanse naam Başkənd bekend. In augustus 1992 werd de exclave door het leger van Azerbeidzjan bezet. Hierbij kwamen naar melding van de Azerbeidzjanen 300 Armenen bij om het leven. Armenië zelf sprak van 29 vermisten. De overige Armeense bevolking werd verdreven. 

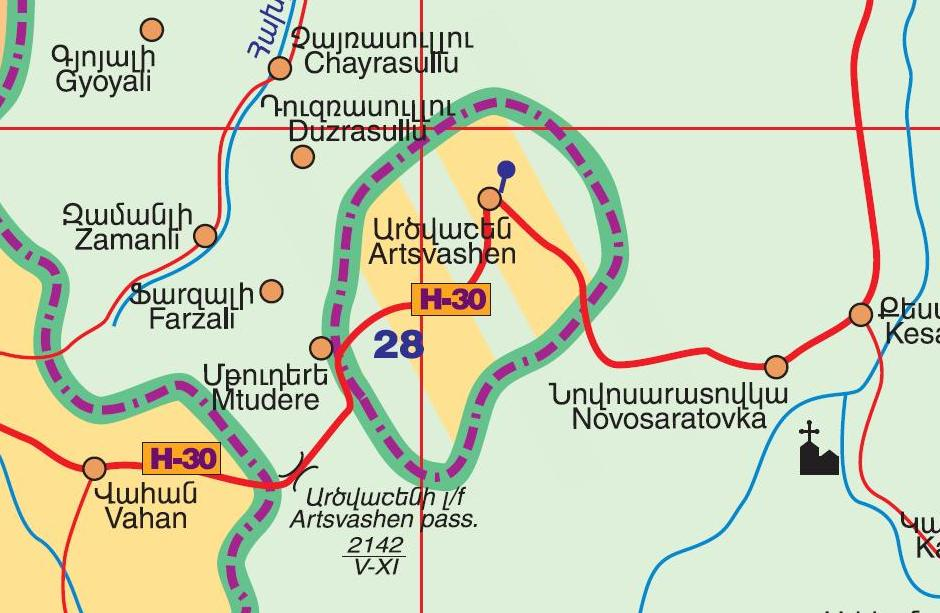
Kaart van het gebied

Abovjan · Agarak · Achtala · Alaverdi · Aparan · Ararat · Armavir · Artasjat · Artik · Artsvasjen · Asjtarak · Berd · Bjoeregavan · Dastakert · Darakert · Dilidzjan · Dzjermoek · Etsjmiadzin · Gavar · Goris · Gjoemri · Hrazdan · Idzjevan · Jechegnadzor · Jegvard · Kadzjaran · Kapan · Maralik · Martoeni · Masis · Megri · Metsamor · Nojemberjan · Nor Hatsjen · Odzoen · Sevan · Sisian · Sjamloeg · Spitak · Stepanavan · Talin · Tasjir · Toemanjan · Tsachkadzor · Tsjambarak · Tsjarentsavan · Vajk · Vanadzor · Vardenis · Vedi · Jerevan